# Loutfy Boulos
Loutfy Boulos  (Quena, 14 de mayo de 1932 - El Cairo, 27 de abril de 2015) fue un botánico egipcio.

## Algunas publicaciones
- 1966. A natural history study of Kurkur Oasis, Libyan Desert, Egypt (Postilla). 22 pp.
- Boulos, L; M Nabil el-Hadidi; M el-Gohary (ilustr.)1967. Common weeds in Egypt. Ed. Dar al-Maaref. xii + 6 pp.

### Libros
- 1959. A contribution to the flora of Gaza Zone. Ed. General Organisation for Govt. Print. Offices. 32 pp.
- 1960. Flora of Gebel El-Maghara North Sinai. Ed. General Organisation for Government. Printing Offices. 24 pp.
- El-Hadidi, MN; L Boulos, M El-Gohary (ilust.), S Makar (ilust.) 1979. Street Trees in Egypt (2ª edición, revisada)
- 1983. Medicinal plants of North Africa. Medicinal plants of the world, N.º 3. 286 pp. ISBN 0-917256-16-6
- Boulos, M; MN el-Hadidi; M el-Gohary (ilustr.) 1984. The weed flora of Egypt (nombres de plantas en árabe, inglés, y latín). Ed. American University in Cairo Press. xv + 178 pp. ISBN 977-424-038-3
- 1988. The weed flora of Kuwait. Ed. Kuwait University. 175 pp.
- Boulos, L; MN el-Hadidi; M el-Gohary (ilustr.) 1994. The weed flora of Egypt (nombres de plantas en árabe, inglés, y latín). Ed. American University in Cairo Press. xxv + 361 pp. ISBN 977-424-323-4
- 1995. Flora of Egypt. Checklist. Ed. Al Hadara Publishing. 617 pp., 159 fotos col, 404 b/n. ISBN 977-5429-08-0
- 1999. Flora of Egypt, Volume 1: Azollaceae-Oxalidaceae. Ed. Al Hadara Publishing. 419 pp. 67 b/n, 96 color. ISBN 977-5429-14-5
- 2000. Flora of Egypt, Volume 2: Geraniaceae - Boraginaceae. Ed. Al Hadara Publishing. 392 pp. fotos col, b/n ilus. ISBN 977-5429-22-6
- 2002. Flora of Egypt, Volume 3: Verbenaceae-Compositae. Ed. Al Hadara Publishing. 373 pp. 128 fotos col, 384 b/n ilus. ISBN 977-5429-25-0
- 2005. Flora of Egypt, Volume 4: Monocotyledons (Alismataceae-Orchidaceae). Ed. Al Hadara Publishing. 617 pp. 159 fotos col, 404 b/n ilus. ISBN 977-5429-41-2

## Honores

### Epónimos
- (Asteraceae) Atractylis boulosii Tackholm[1]

- (Iridaceae) Crocus boulosii Greuter[2]

- (Zygophyllaceae) Fagonia boulosii Hadidi[3]

- (Zygophyllaceae) Tetraena boulosii (Hosny) M.Hall[4]

- La abreviatura «Boulos» se emplea para indicar a Loutfy Boulos como autoridad en la descripción y clasificación científica de los vegetales.[5]